# Michail Fjodorowitsch Larionow

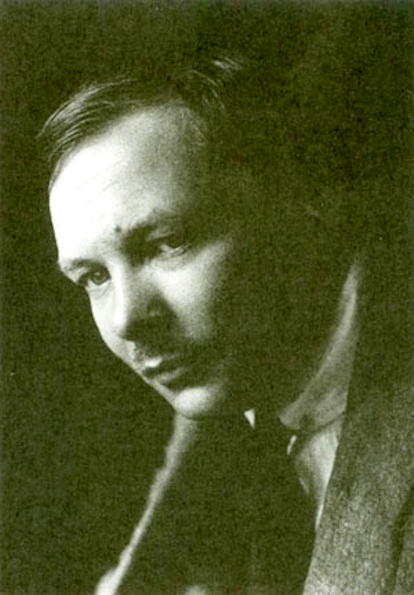
Michail Larionow, Fotografie (ca. 1915)

Michail Fjodorowitsch Larionow, auch bekannt als Michel Larionov (russisch Михаил Фёдорович Ларионов; wiss. Transliteration Michail Fëdorovič Larionov; * 22. Maijul. / 3. Juni 1881greg. in Tiraspol, Russisches Reich, heute Republik Moldau; † 10. Mai 1964 in Fontenay-aux-Roses bei Paris), war ein russisch-französischer Maler. Sein Stil reichte vom Impressionismus bis zum Fauvismus. Er gilt als Begründer des Rayonismus und zählte vor seiner Emigration 1915 zur Russischen Avantgarde.

## Leben
Michail Fjodorowitsch Larionow studierte bis 1910 an der Moskauer Hochschule für Malerei, Bildhauerei und Architektur und lernte dort 1900 Natalija Gontscharowa kennen. Er freundete sich mit Kasimir Malewitsch an, Wladimir Tatline war einer seiner Schüler. 1906 lud ihn  Djagilew zum Salon d’Automne nach Paris ein. Durch diesen Aufenthalt in Paris erwarb Larionow, der sich bereits mit impressionistischen Experimenten beschäftigte, breitere Kenntnisse der französischen modernen Malerei. Nach seiner Rückkehr nach Russland stürzte er sich schnell in den Fauvismus, der ihn zur Sublimierung der reinen Farbe führen sollte. Bereits 1908 dominierte seine Persönlichkeit die aktuelle Szene der russischen Malerei. Seine fauvistische Malerei erzeugte schnell ungewöhnlich heftige Farben. Die Intensität seiner „antikulturellen“ Reaktion führte ihn bereits 1911 zu einer antiakademischen Reaktion, die er selbst „Primitivismus“ nannte, eine expressionistische „Häßlichkeit“ und populäre Bildsprache, die Negation des akademischen Repräsentationskanons, den Rückgriff auf „freies Zeichnen“ und die Verherrlichung dessen, was früher als „a-kulturell“ galt. Tatline schuf 1911 unter dem Einfluss von Larionow sein Selbstporträt als Matrose.
Beeinflusst von den Kunstströmungen der westeuropäischen Kunst gründete er mit Gontscharowa 1910 die Künstlervereinigung Karo-Bube, von der sie sich allerdings Anfang 1912 nach einem Streit mit David Bourliouke trennten. Sie gründeten die Vereinigung Eselsschwanz. Ende 1911 begann er mit der Erforschung der vitalistischen Farbprojektion, die er wenige Monate später als „Rayonismus“ bezeichnete. Diese Gemälde, die zunächst von figurativen Themen abgeleitet waren, wandten sich schnell reinen, abstrakten Strukturen zu. Auf der ersten Ausstellung Zielscheibe zeigten sie erstmals rayonistische Bilder. Als Kolorist erreichte er einem ersten Höhepunkt, wie einige praktisch monochrome Gemälde aus dem Jahr 1912 und eine Serie von „schwarzen“ Porträts zeigen, die mit Tinte gemalt wurden. Auf dem Höhepunkt der Entwicklung seiner Farbwissenschaft präsentierte er im Juni 1914 gemeinsam mit Goncharova in Paris eine Ausstellung seiner rayonistischen Malerei. Es war die Eröffnungsausstellung der Galerie Paul Guillaume, für die der Dichter Apollinaire den Katalogtext verfasste. Larionows Werk war damals auch in Deutschland bekannt, wo Herwart Walden es bereits im Herbst 1913 in Berlin präsentiert hatte. Zusammen mit Robert Genin, Alexej Jawlensky, Wassily Kandinsky und Marianne von Werefkin nahm er 1914 an der Baltischen Ausstellung in Malmö teil.

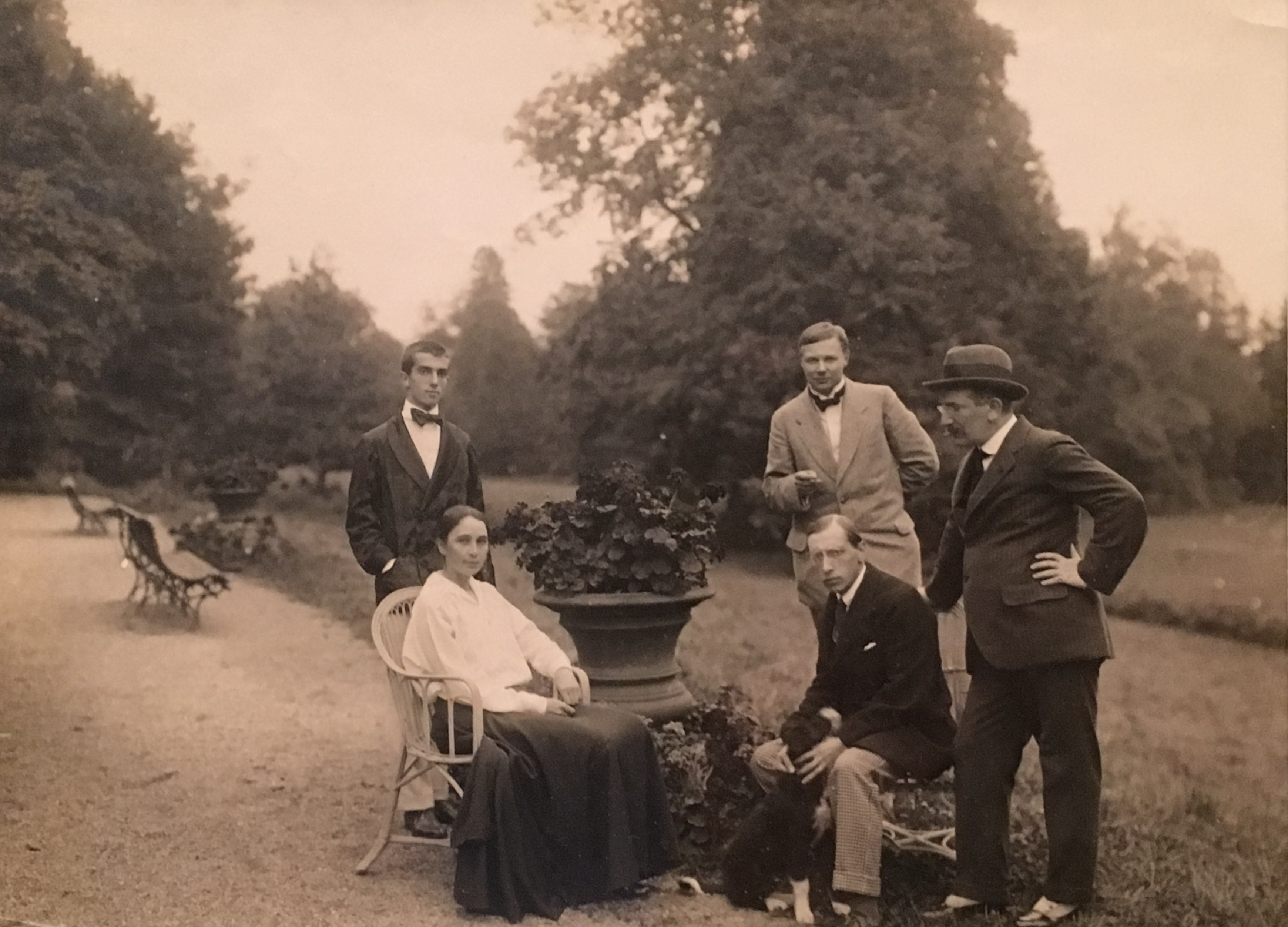
Massine, Goncharowa, Larionow, Strawinsky und Bakst in Ouchy/Schweiz, 1915

1914 zog er mit Gontscharowa nach Paris. Sergej Djagilew engagierte beide als Kostüm- und Bühnenbildner für das Ballets Russes. Von dieser Zusammenarbeit versprach sich Djagilew Frische und Spontanität. So schuf Larionow gleichzeitig vulgäre und anspruchsvolle Kostüme unter anderem für Soleil de Nuit (1915), Histoires Naturelles (1915, nicht produziert), Chout (1921) und Le Renard (1922). Larionow stellte zeitgleich mit Gontscharowa und der Malerin Alexandra Exter im Salon des Indépendants in Paris aus, dank der von Exter erbetenen Unterstützung durch Sonia und Robert Delaunay.
Larionow wurde 1914 eingezogen und kämpfte im Ersten Weltkrieg. 1915 erlitt er an der Front eine schwere Verletzung. Nach langer und schwieriger Rekonvaleszenz war er zeitlebens schlichtweg arbeitsunfähig.
Er kehrte 1915 nach Moskau zurück und versuchte, sich wieder an futuristischen Aktionen zu beteiligen. Doch seine Kunst wurde inzwischen vom „transrationalen“ Kubo-Futurismus und dem aufkeimenden „Konstruktivismus“ überholt. Auf Einladung Diaghilews unternahm er eine Genesungsreise in die Schweiz.  Über Spanien konnten sie erst nach dem Krieg nach Paris zurückkehren. Ab 1918 lebten das Paar in ihrer Wohnung in der rue de Seine, Ecke rue Jacques Callot. Nach der bolschewistischen Revolution von 1917 kehrte Larionow nie mehr nach Russland zurück. Eng mit Djagilews Balletten verbunden, begann er ein neues Leben im Westen. Kränklich flüchtete er sich für die restlichen fünf Jahrzehnte seines Lebens in die intime Malerei im Stil des Spätimpressionismus. 1938 erfolgte die Einbürgerung als Franzose. Seine Kunst, die ab Mitte der dreißiger Jahre in Vergessenheit geriet, wurde Anfang der sechziger Jahre dank einer von Camilla Gray in London organisierten Ausstellung wiederentdeckt. Er hatte einen jüngeren Bruder, Iwan Larionow (1884–1920), der ebenfalls avantgardistischer Maler war.

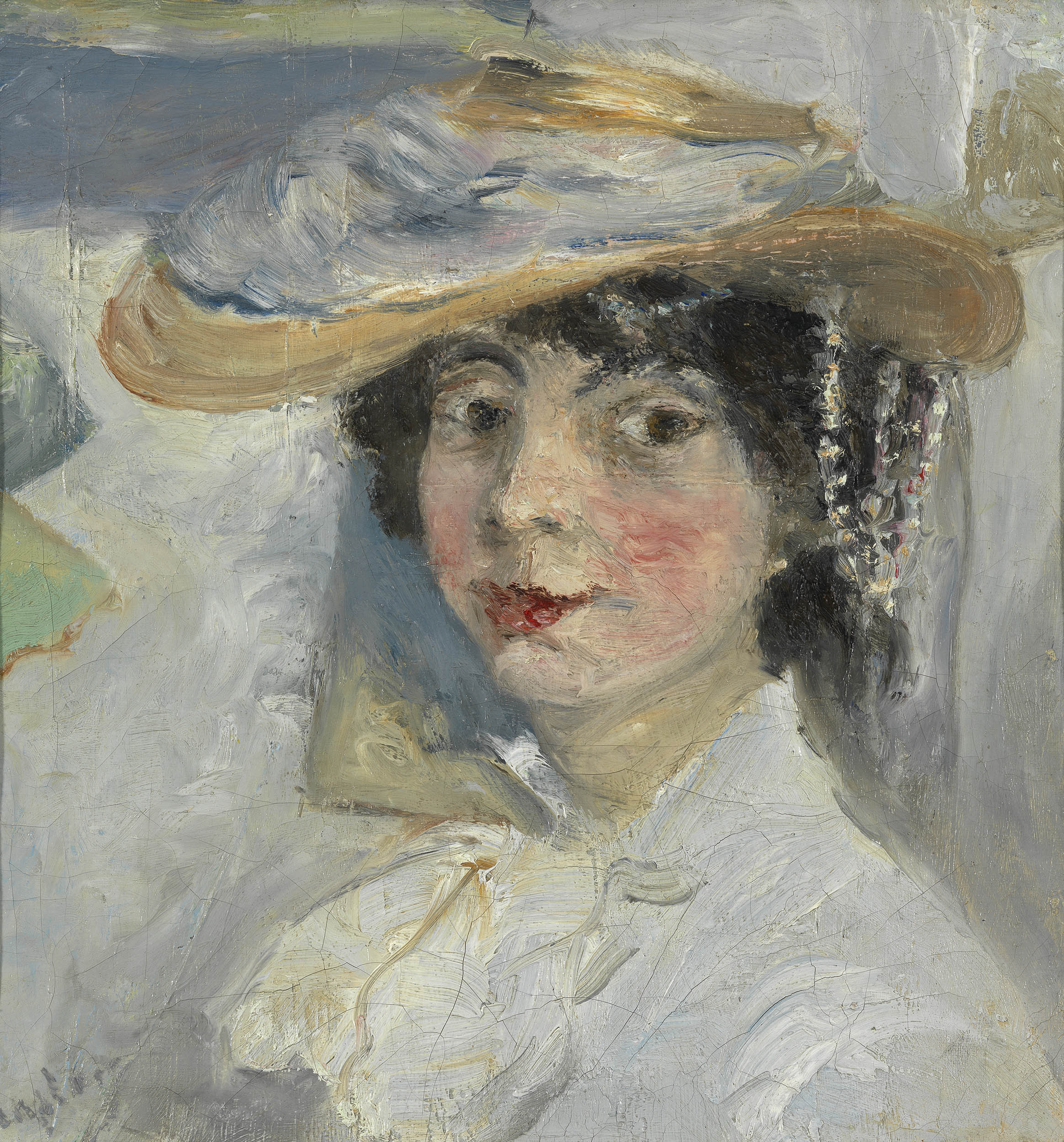
Porträt Gontscharowa ca. 1903-5, Privatbesitz
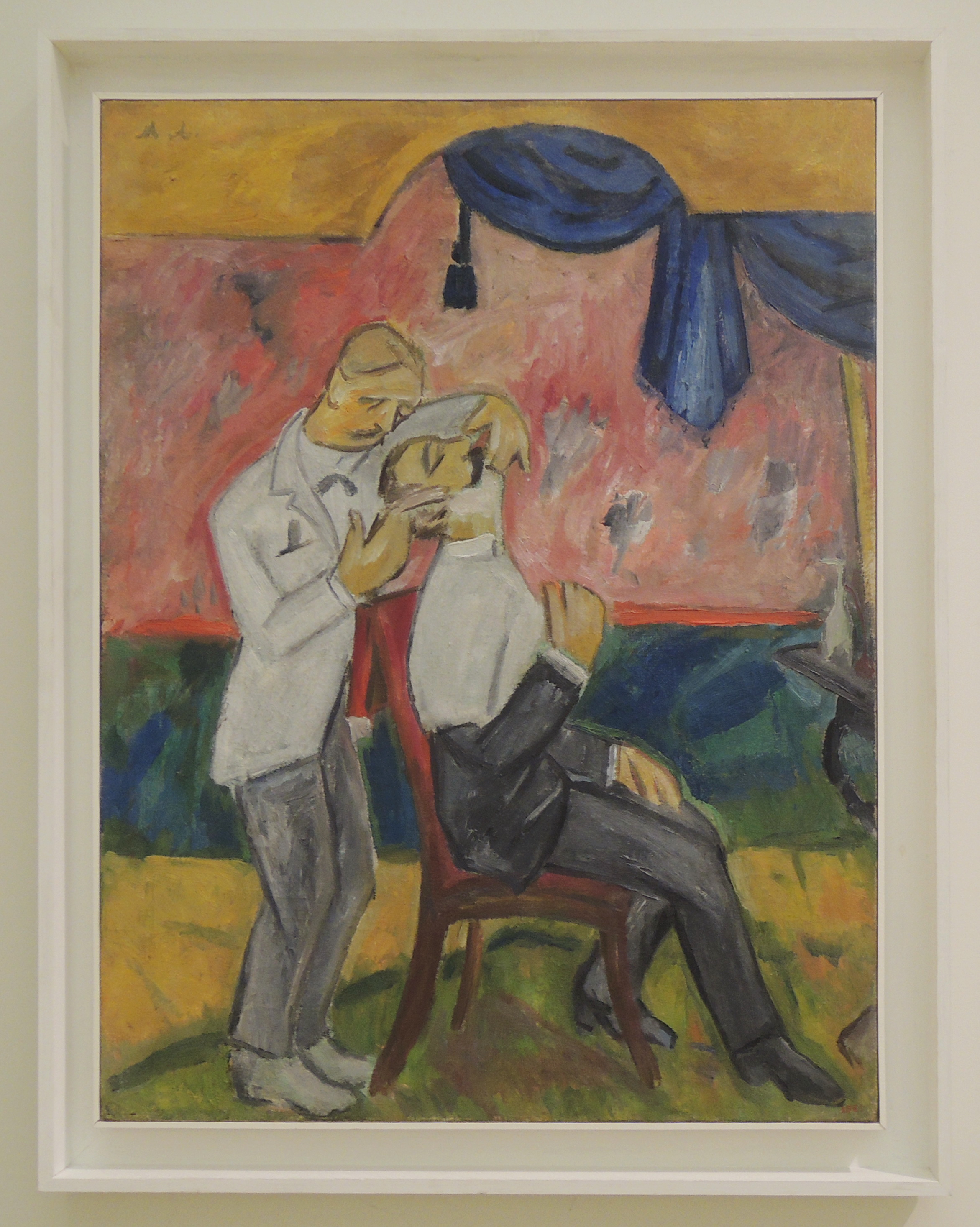
Friseur 1907
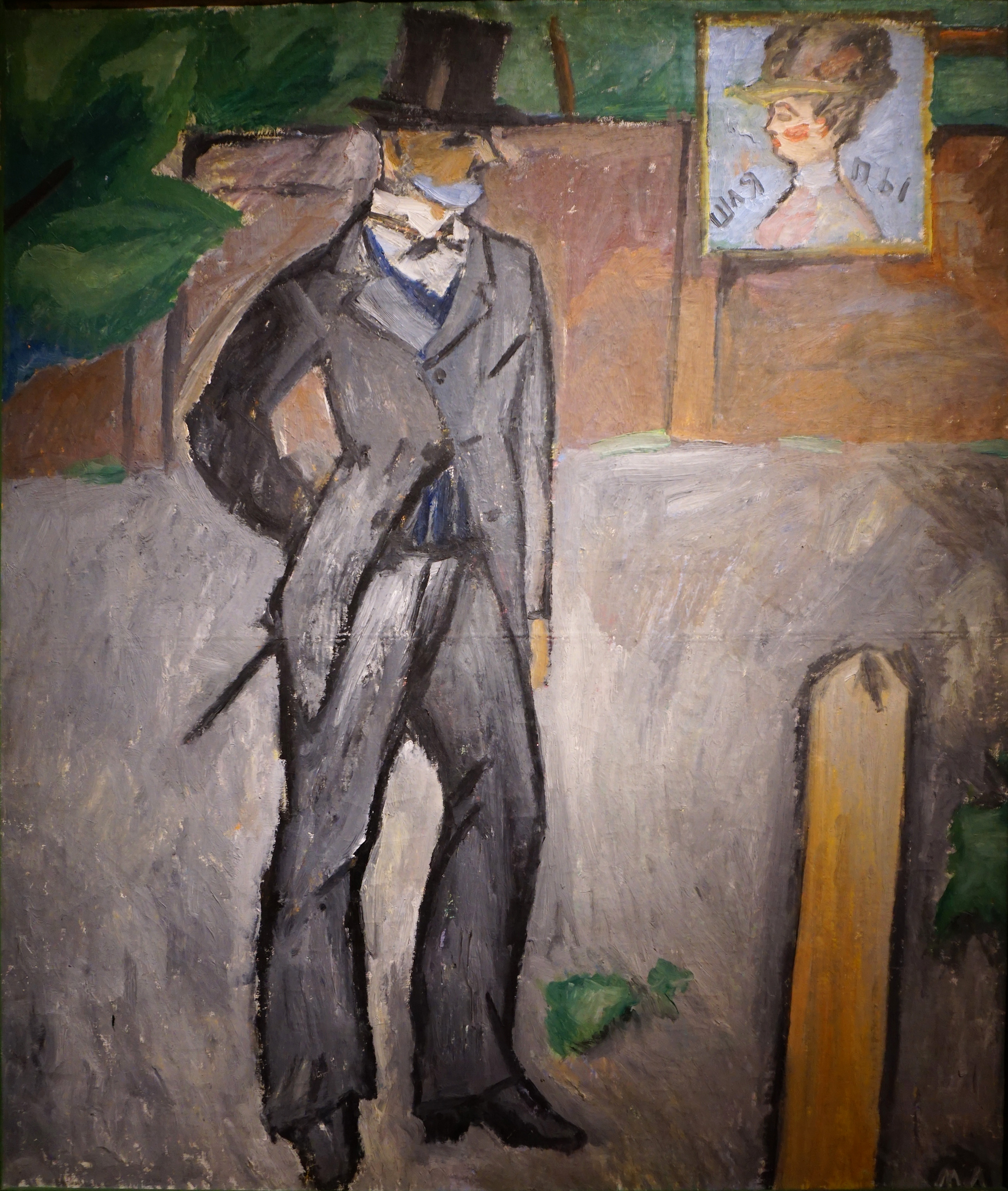
Provinzieller Dandy 1909, Staatliche Tretjakow-Galerie, Moskau
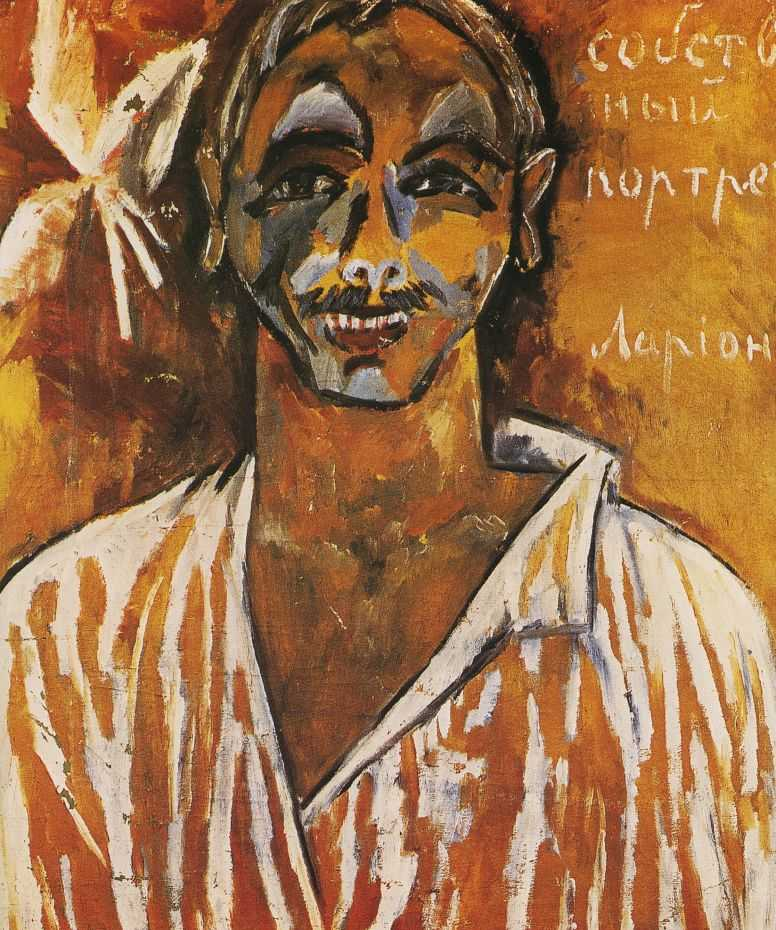
Selbstporträt 1910, Privatbesitz
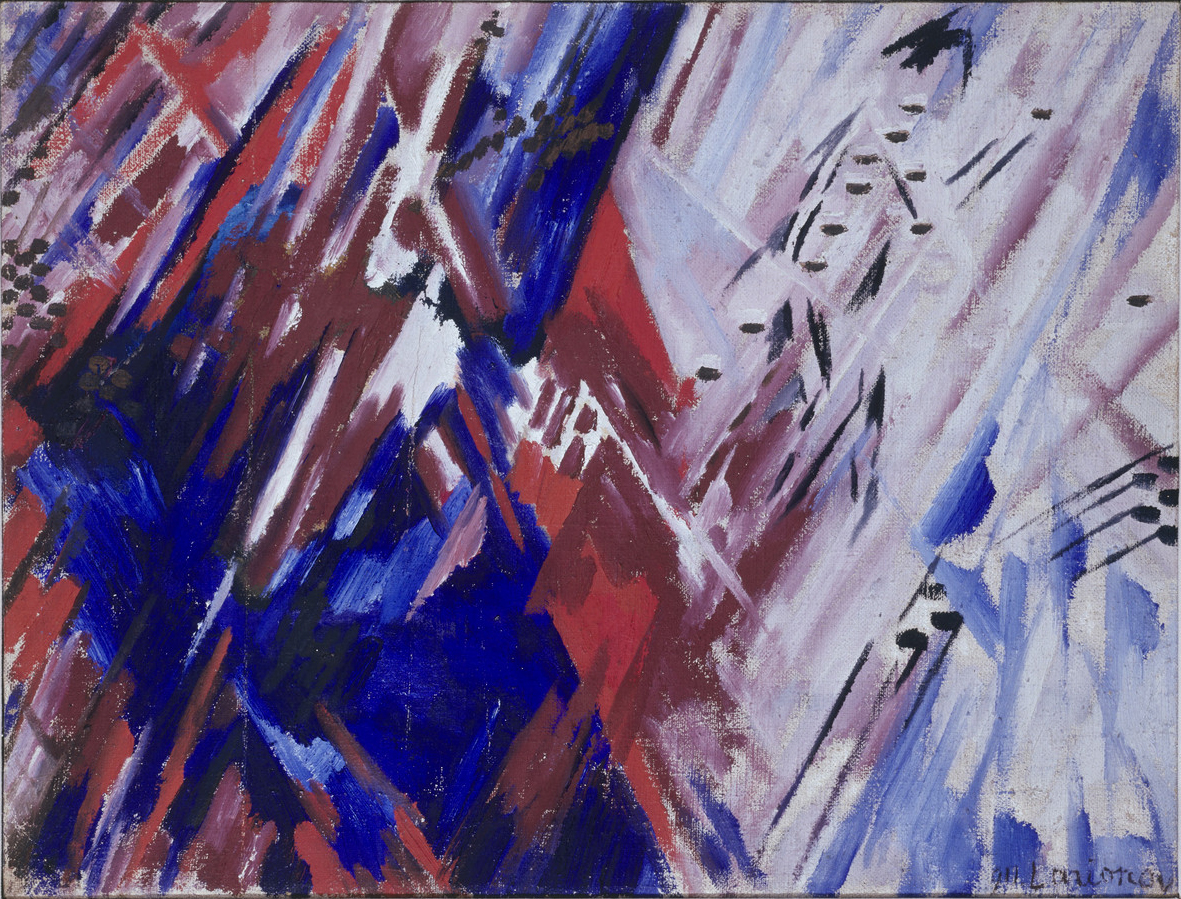
Rot-blauer Rayonismus 1911, Museum Ludwig
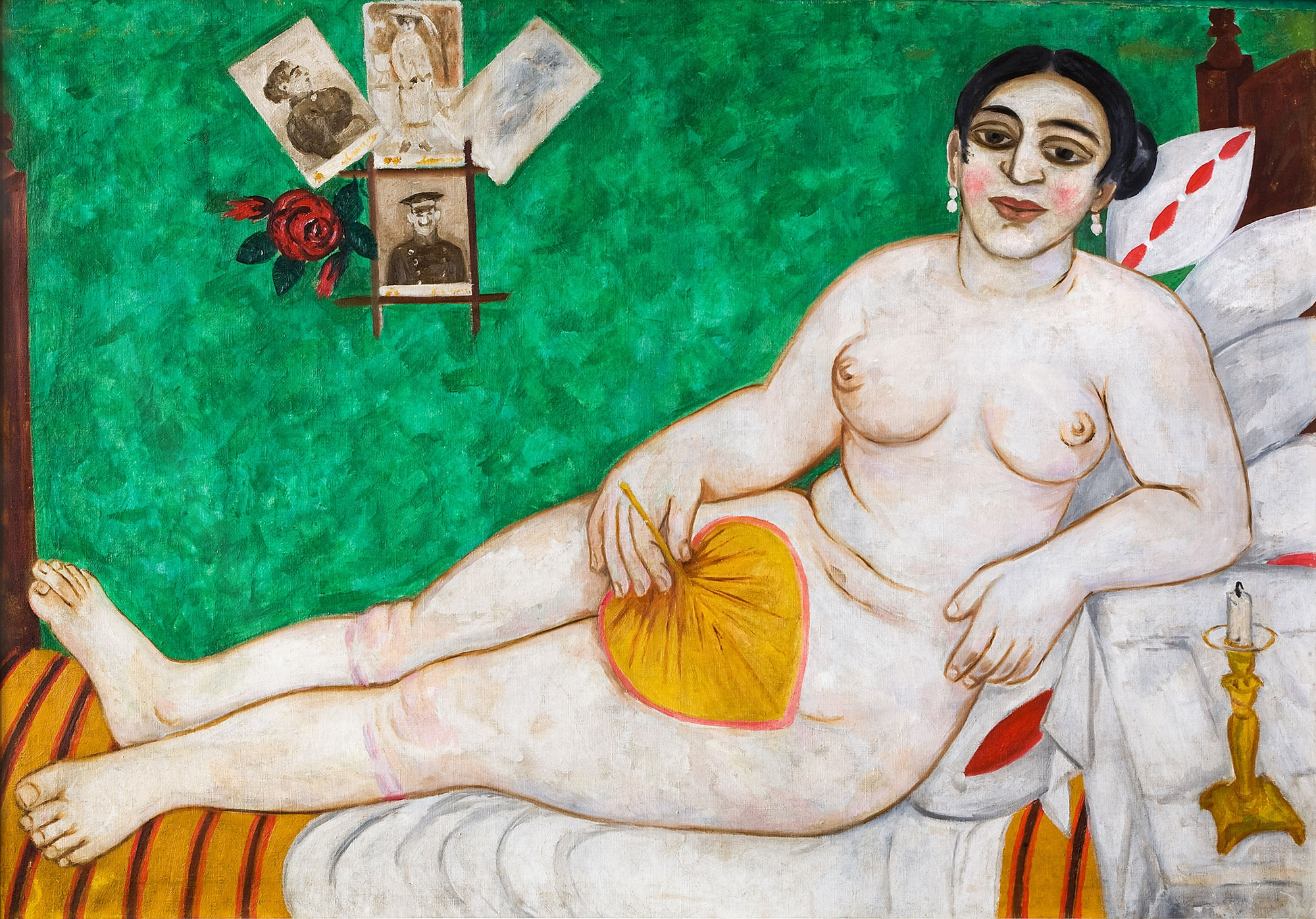
Jüdische Venus 1912
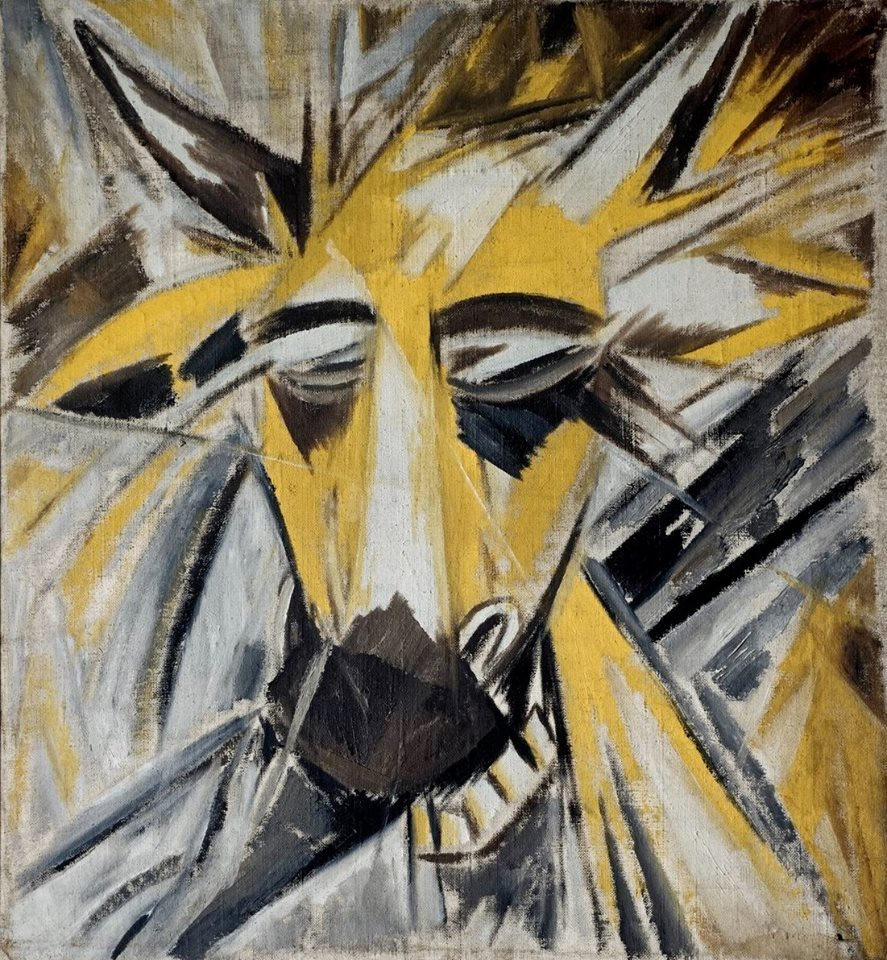
Stierkopf 1913
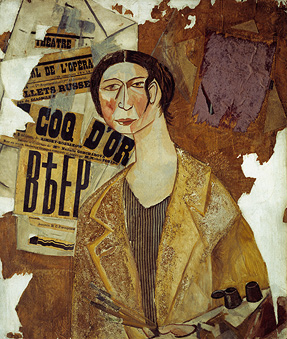
Porträt Gontscharowa 1915, Staatliche Tretjakow-Galerie